# Silmido (Film)
Silmido (Alternativtitel: 684 – Eine Einheit kämpft um ihr Leben) ist ein südkoreanischer Film des Regisseurs Kang Woo-suk aus dem Jahr 2003. Der Film war überaus erfolgreich, so sahen ihn alleine in den ersten beiden Wochen 3,7 Millionen Koreaner. Mit über 10 Millionen Kinobesuchern in Südkorea hatte der Film mehr Besucher als die Herr-der-Ringe-Trilogie oder Titanic. Er gilt bis heute als einer der erfolgreichsten Filme Südkoreas.

## Handlung
1968 wird eine Gruppe zum Tode verurteilter Häftlinge auf die Insel Silmido gebracht und vor die Entscheidung gestellt entweder für Südkorea zu kämpfen, oder zu sterben. Der Plan ist es, aus den Männern eine geheime Spezialeinheit zu formen, um ein Attentat auf den nordkoreanischen Diktator Kim Il-sung auszuüben. Die Häftlinge entscheiden sich für Südkorea zu kämpfen und durchlaufen eine harte Ausbildung. Kurz bevor sie ihren Auftrag ausführen sollen, werden sie jedoch zurückbefohlen, da sich die politische Situation geändert hat und die Regierung in Südkorea jetzt von einem Attentat nichts mehr wissen will. Die ausgebildeten Männer stellen jetzt ein Risiko dar und sollen nun von den eigenen Ausbildern getötet werden. Die Männer bemerken aber, dass sie eliminiert werden sollen, kommen den Ausbildern zuvor und töten sie. Sie erfahren von dem Oberleutnant, der sie ausgebildet hat, dass sie in Wirklichkeit gar nicht mehr existieren, dass ihre Daten gelöscht wurden und dass sie, trotz des Versprechens nach erfolgreicher Mission frei zu sein und in ihr normales Leben zurückkehren zu können, getötet werden würden.
Die Überlebenden begeben sich aufs südkoreanische Festland und kidnappen einen Bus, mit dem sie Richtung Seoul fahren. Sie gelten als „schwer bewaffnetete Kommunisten“ und es ergeht der Befehl, sie auszuschalten. Sie durchbrechen mehrere Straßensperren, werden zum Teil getötet bzw. schwer verletzt, bis sie schlussendlich durch weitere Straßensperren endgültig angehalten werden können. Sie lassen die Zivilisten frei, die sich noch im Bus befinden, danach nehmen sie ihre Handgranaten und sprengen sich in die Luft.

## Film und historische Fakten
Der Film ist zwar durch wahre Begebenheiten angeregt, weicht aber zum Teil von der Realität ab. 
Fakt ist, dass es die Insel Silmido wirklich gibt und auf ihr eine Spezialeinheit ausgebildet wurde, welche die Ermordung von Kim Il-sung zum Ziel hatte. Sie hieß Einheit 684 in Anlehnung an das Gründungsdatum der Einheit, nämlich April 1968. Nach drei Jahren harten Trainings, bei dem einige ums Leben kommen, beschließt die Regierung die Operation abzublasen und stattdessen eine friedliche Lösung zu finden. Im Gegensatz zum Film waren die Soldaten der Spezialeinheit keine zum Tode verurteilten Häftlinge, sondern Zivilisten.

## DVD-Veröffentlichung
Der Film, der nie in die deutschen Kinos kam, wurde am 19. Juli 2007 in zwei Versionen veröffentlicht: Als Einzel-DVD und 2-Disc Special Edition im Metalpack. Beide Versionen enthalten die Originalsprache Koreanisch und eine deutsche Tonspur. Im Gegensatz zur Einzel-DVD enthält die Special Edition über zwei Stunden Bonusmaterial, unter anderem ein ausführliches Making of und eine Dokumentation, bei der auf die Unterschiede zwischen Film und Realität eingegangen wird.
2013 wurde der Film erneut unter dem Titel 684 – Eine Einheit kämpft um ihr Leben veröffentlicht.